# 최동식 (화학자)
최동식(崔東植, 1943년 11월 27일~2017년 5월 6일)은 대한민국의 화학자이다.
최현배의 장손이자 김명자 환경부 장관의 전남편이며, 초전도체로 제안된 LK-99의 이론적 기초를 제공한 인물이다.